# Giuseppe Poggi La Cecilia
Pour les articles homonymes, voir Poggi.
Giuseppe Poggi La Cecilia, né à Piozzano le 21 août 1761 et mort à Saint-Prix ou Montmorency le 19 février 1842, est un homme d'église, homme politique, diplomate et érudit italien.
Après avoir obtenu une licence en droit et en théologie, il s'installe à Paris où il est député du département du Taro. Après la chute de Napoléon, il est nommé en 1815 par le ministre Filippo Magawly Cerati liquidateur des dettes et des crédits du duché de Parme, Plaisance et Guastalla auprès du gouvernement français. Plus tard, la duchesse Marie-Louise le nomme agent financier à Paris et, en 1817, conseiller d'État honoraire. Érudit reconnu, grâce à son intérêt, de nombreuses œuvres d'art reviennent de France à Parme.

## Biographie
Giuseppe Poggi naquit le 21 août 1761 à Piozzano, près de Plaisance, d’une famille noble, en étant fils du capitaine Ignace Poggi et de Catherine Arcelli.
Après avoir commencé ses études sous les yeux de son père, il fut envoyé au collège de Parme, puis, se destinant au service des autels, il alla étudier à Rome et prit successivement ses grades en théologie, en droit civil et en droit canonique à l'Université de Parme . Ayant reçu les ordres sacrés, il se rendit à Pistoia auprès de l’évêque Ricci et manifesta dès lors cet esprit d’indépendance religieuse. Lorsque la révolution française éclata, Poggi en adopta les principes avec ardeur et travailla activement à propager le mouvement en Italie. Appelé à Milan, en 1796, par Bonaparte, afin d’organiser la société d’instruction publique, dont le but était de répandre, surtout parmi le peuple, des idées révolutionnaires, il fut chargé de rédiger plusieurs journaux et manifestes, auxquels le rendait particulièrement propre sa grande facilité à écrire.
Pendant le court triomphe des armées austro-russes, en 1799, Poggi se réfugia en France, avec plusieurs autres savants italiens et se fixa définitivement à Paris. Peu de temps auparavant il avait sollicité et obtenu du pape Pie VI l’annulation de ses vœux sacerdotaux. Jouissant d’une fortune assez considérable, Poggi put se livrer à son goût prononcé pour la littérature, l’archéologie, les sciences naturelles, et il publia sur différentes questions qui s’y rattachent plusieurs travaux . On les trouve disséminés dans les publications périodiques de l’époque, telles que les Annales de chimie, le Dimanche, le Courrier de l’Europe et le Moniteur universel.
En 1811, Poggi fut nommé membre du corps législatif français par le département du Taro. Quatre ans après, l’impératrice Marie-Louise, qui venait d’échanger la plus belle couronne du monde contre le petit Duché de Parme et Plaisance, le choisit pour liquider avec le gouvernement français les créances et les dettes de ses nouveaux États. Créé d’abord chevalier de l’ordre de Constantin et conseiller d’État, il fut chargé d’affaires de l’archiduchesse de Parme auprès de la cour des Tuileries. Bien qu’il ne fût pas retourné dans son pays depuis 1799, Poggi en avait conservé le plus tendre souvenir et recherchait la société des Italiens distingués par leurs talents ou leurs écrits, quelles que fussent leurs opinions. Sa bourse leur était toujours ouverte, et il donna jusqu’à cent mille francs à Carlo Botta pour la première édition de l’Histoire d’Italie, Paris, Didot, 1824. On s’étonne de trouver tant de générosité chez un homme qui professait hautement le matérialisme. Arrivé à un âge avancé, il alla habiter une belle maison de campagne qu’il avait achetée à Saint-Prix dans la vallée de Montmorency. Il y mourut le 19 février 1842, âgé de plus de 80 ans.

## Œuvres
- De Ecclesia tractatus, 1788, in-8°. L’auteur y développe les principes des libertés gallicanes en s’appuyant des autorités de Febronius, de Pereira, de Giannone, etc.
- Saggio sulla libertà dell’uomo, 1789. Les opinions que Poggi soutient dans cet ouvrage sur le libre arbitre ne sont pas orthodoxes, mais il y est encore loin de cette négation de tout principe religieux à laquelle il arriva par la suite.
- In æneum fragmentum Velejatæ legis romanæ pro Gallia Cisalpina commentarium, 1790. C’est l’explication d’une ancienne inscription qui existait dans le musée de Parme et qui fut depuis transportée à Paris. Cette dissertation a été reproduite par l’abbé Marini dans son ouvrage intitulé Fratres Arvales.
- Origine della sovranità, 1791, in-8°, opuscule qui a été taillé dans le Contrat social de Jean-Jacques Rousseau ;
- Delle emende sincere, etc., Florence, 1791, 3 vol. in-8°. L’auteur y soutient que les princes ont le droit d’intervenir dans les affaires ecclésiastiques et donne les plus grands éloges aux réformes introduites en Toscane par le grand-duc Léopold et par l’évêque Ricci.
- Lettere di fra Colombano, Pavie, 1792, in-8°. C’est un supplément à l’ouvrage précédent.
- Inscriptionum veterum placentinarum συλλογή, 1793, in-8° ; collection estimée d’inscriptions romaines trouvées dans le territoire de Plaisance et dans l’antique Veleja.
- Inscriptiones placentinæ medii ævi, 1793, in-7° ;
- Dissertazione storico-critica sulla battaglia di Annibale a Trebbia, 1794, in-8°, qui tend à établir la position topographique des armées romaines et carthaginoises ;
- Trattato storio-economico-critico della Zecca e della moneta piacentina, inséré dans l’ouvrage du chevalier Guido Antonio Zanetti, delle Zecche d’Italia, Bologne, 1794, in-fol, ;
- Discorso filantropico ai popoli dell’ltalia, Milan, 1796, in-8° ;
- Il Repubblicano evangelista, Milan, 1796, 4 vol. in-8° ; publication périodique dont le but était de rallier les gens d’Église aux idées républicaines ;
- la Concordanza della democrazia col Vangelo, mémoire adressé à l’archevêque de Milan, 1796, in-4° ;
- Giornale della publica istruzione, Milan, 1796 et 1797, in-fol. ;
- l’Estensore cisalpino, journal officiel de la même époque ;
- Istruzione ai cattolici sul giuramento civico della repubblica cisalpina, Ferrare, an 6, in-8° ;
- Cenni politici pel ricevimento solenne del primo ambasciatore della repubblica francese, imprimés par ordre du directoire cisalpin, Milan, 1798, in-8° ;
- Al popolo cisalpino, deliberatoria ; opuscule dans lequel Poggi combat les menées de l’ambassadeur français, Trouvé, pour renverser la première constitution de la république cisalpine ; traduit en français par Lucien Bonaparte ;
- Manuel pour extraire le sucre du raisin, Paris, 1808, in-8° ;
- une traduction italienne du Traité élémentaire de minéralogie de Brongniart, publiée aux frais du gouvernement, Milan, 1810, 2 vol. in-8° ;
- Notes historico-numismatiques de la Napoléonide, ou Fastes de Napoléon, Paris, 1811,in-4° ;
- Médailles pour servir à l’histoire de Napoléon le Grand, Paris, 1811, in-4° ;
- Inscriptions latines pour la fête de St-Napoléon célébrée à Plaisance, 1812, in-fol. ;
- une traduction en vers italiens et in cesta rima de la Guerre des dieux de Parny, Paris, 1830, in-12, volume tiré à un petit nombre d’exemplaires et qui n’a pas été mis dans le commerce ;
- Della natura delle cose, poème en cinq chants, qui rappelle celui de Lucrèce, Paris, 1843, in-8°. Poggi avait par testament confié l’édition de ce livre au docteur Benoît Mojon, qui ne le publia qu’après avoir fait disparaître les taches du style et retranché les passages contre le christianisme. On trouve à la tête de ce volume une notice due à la plume amie de l’éditeur. Poggi a laissé un grand nombre de manuscrits ; les uns ont passé à la Bibliothèque nationale de France[5], les autres à celle de Parme.